# Ширндінг
Ширндінг (нім. Schirnding) — громада в Німеччині, розташована в землі Баварія. Підпорядковується адміністративному округу Верхня Франконія. Входить до складу району Вунзідель. Центр об'єднання громад Ширндінг.
Площа — 16,53 км2. Населення становить 1116 ос. (станом на 31 грудня 2020).